# کوتلوبولاتوو
کوتلوبولاتوو (انگلیسی: Kutlubulatovo) یک شهرک در شهرستان ملئوزوفسکی استان باشقیرستان کشور روسیه است.